# アニカ・ノニ・ローズ
アニカ・ノニ・ローズ（Anika Noni Rose、1972年9月6日 - ）は、アメリカ合衆国の女優・歌手。
コネチカット州ブルームフィールド出身のアフリカ系アメリカ人。舞台俳優としてキャリアをスタートさせる。1999年に『King of the Bingo Game』で映画デビュー。2004年の『Caroline, or Change』でトニー賞ミュージカル女優賞を受賞。2011年8月19日、2009年に主演した『プリンセスと魔法のキス』での功績に伴い、ディズニー・レジェンドを受賞。

## 主な出演作品
- アメリカン・スター From Justin to Kelly (2003)
- ドリームガールズ Dreamgirls (2006)
- スターター・ワイフ The Starter Wife (2007) テレビ映画
- プリンセスと魔法のキス The Princess and the Frog (2009)　主演ティアナ役（声の出演）
  - ちいさなプリンセス ソフィアSofia the First　第47話（2015） ティアナ役（声の出演）
  - シュガー・ラッシュ:オンライン' 'Ralph Breaks the Internet（2018） ティアナ役（声の出演）
  - ワンス・アポン・ア・スタジオ -100年の思い出- Once Upon a Studio（2023年） ティアナ役（声の出演）
- スティーヴン・キング 骨の袋 Bag Of Bones (2011)　テレビ映画
- ベイツ・モーテル Bates Motel (2016) テレビドラマシリーズ S4
- アサシネーション・ネーション Assassination Nation (2018)
- ボディカメラ Body Cam (2020)
- ライオン・キング:ムファサ Mufasa: The Lion King (2024)